# James Golka

Wappen von James Robert Golka

James R. Golka (* 22. September 1966 in Grand Island, Nebraska) ist ein US-amerikanischer Geistlicher und römisch-katholischer Bischof von Colorado Springs.

## Leben
James Golka studierte von 1985 bis 1989 Philosophie an der Creighton University in Omaha und von 1990 bis 1994 Katholische Theologie am Saint Paul Seminary in Saint Paul, an dem er einen Master of Divinity erwarb. Er empfing am 3. Juni 1994 das Sakrament der Priesterweihe für das Bistum Grand Island.
Golka wirkte zunächst als Pfarrvikar der Pfarreien Saint James in Kearney (1994–2000) und Holy Rosary in Alliance (2000–2001), bevor er Pfarrer der Pfarrei Our Lady of Guadalupe in Scottsbluff wurde. Von 2006 bis 2016 war er Pfarrer der Pfarrei Saint Patrick in North Platte. 2016 wurde James Golka Rektor der Kathedrale Nativity of the Blessed Virgin Mary in Grand Island. Ab 2018 war Golka zudem als Generalvikar des Bistums Grand Island tätig. Ferner war er Mitglied des Priesterrats und des Konsultorenkollegiums.
Am 30. April 2021 ernannte ihn Papst Franziskus zum Bischof von Colorado Springs. Die Bischofsweihe spendete ihm der Erzbischof von Denver, Samuel Joseph Aquila, am 29. Juni desselben Jahres in der Kirche Holy Apostles in Colorado Springs. Mitkonsekratoren waren sein Amtsvorgänger Michael John Sheridan und der Bischof von Grand Island, Joseph Hanefeldt.